# تاريخ الدين العام للولايات المتحدة

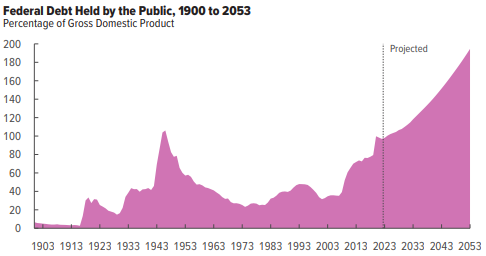
حجم الدين العام الأمريكي، مقاساً كنسبة مئوية من الناتج المحلي الإجمالي من عام 1900 إلى عام 2020، والمتوقع حتى عام 2050.

بدأ تاريخ الدين العام للولايات المتحدة عندما استدانت الحكومة الفدرالية في حرب الثورة الأمريكية، على يد أول أمين خزانة أمريكي، مايكل هليغاس، بعد تأسيس الخزانة عام 1789. استمرّ الدين العام للولايات المتحدة في التذبذب منذ ذلك الوقت، باستثناء ما يقارب عامًا في 1835–1836. لإتاحة المقارنات عبر السنين، يُعبّر عن الدين العام عادةً بنسبته إلى الناتج الإجمالي المحلي. تاريخيًّا، ازدادت نسبة الدين العام من الناتج الإجمالي المحلي في فترات الحرب والركود الاقتصادي، ثم كانت تتراجع.
بلغ الدين العام الأمريكي بالنسبة إلى الناتج الإجمالي المحلي أعلى مستوياته في العهد الأول للرئيس هاري ترومان، في الحرب الثانية وبعدها. هبط الدين العام نسبةً إلى الناتج الإجمالي المحلي هبوطًا سريعًا بعد الحرب الحرب العالمية الثانية، وبلغ أدناه عام 1973 في عهد الرئيس ريتشارد نكسون. زاد الدين بالنسبة إلى الناتج الإجمالي المحلي بثبات منذ ذلك، إلا في عهدي جيمي كارتر وبِل كلنتون. ارتفع الدين العام في ثمانينيات القرن العشرين، عندما خفض الرئيس ريغان الضرائب وزاد الإنفاق الحربي. وهبط في تسعينيات القرن العشرين، بسبب تخفيض الإنفاق الحربي، وزيادة الضرائب وازدهار التسعينيات. ارتفع الدين العام ارتفاعًا حادًّا مع بروز أزمة 2007–08 المالية، ونشأ عن ذلك انخفاض كبير في عائدات الضرائب وارتفاع في الإنفاق الحكومي.
ارتفع الدين العام الأمريكي ارتفاعًا خطيرًا في أزمة كوفيد-19 في فترة 2019-2021، بسبب الإجراءات الطارئة للحفاظ على الاقتصاد في فترة تراجع اقتصادي واسع في معظم الصناعات مع ارتفاع في البطالة.

## التاريخ المبكر

### تعسينيات القرن الثامن عشر
منذ تفعيل الدستور في 4 مارس 1789، تذبذب الدين الأمريكي مستمرًّا إلّا في عامٍ واحد هو 1835–1836. في أيام الثورة الأمريكية، والكونغرس القاري، وتحت بنود الاتحاد، تكدّست ديون كثيرة، لم تستطع الولايات المتحدة دفعها لا من الضرائب ولا من الجمارك على المستوردات.
عند تأسيس الولايات المتحدة، كانت الشؤون المالية للاتحاد الجديدة مضطربة، وفاقم الوضعَ أزمة اقتصادية في المراكز التجارية الحضرية. في عام 1790، دفع أمين الخزانة ألكسندر هاملتون بخطة مالية إلى الكونغرس، وسمّاها أوّل تقرير عن الدين العام، وكان فيه جزء مثير للجدل، هو تولّي الحكومة الاتحادي لديون الولايات التي استدانتها في حرب الثورة. كانت الولايات الشمالية قد جمعت مقدارًا كبيرًا من الدين في الحرب، يبلغ 21.5 مليون دولار، لذلك أرادت أن تتولّى الحكومة الفدرالية هذا العبء. أما الولايات الجنوبية، التي كانت ديونها منخفضة أو معدومة، التي كان على مواطنيها أن يدفعوا حصّة من ديون الولايات الشمالية إذا تولّتها الحكومة الاتحادية، فكانوا غير راغبين في قبول المقترَح. بعض الولايات، مثل فرجينيا، كانت قد دفعت تقريبًا نصف ديونها، وشعرت حكومتها أن دفعة الضرائب فيها لا ينبغي أن تُفرَض لهم ضرائب جديدة لإنعاش الولايات الأقلّ توفيرًا، واحتجّت الولاية أن الخطة تعطي الحكومة الجديدة سلطات ليست منصوصة في الدستور. قاد جيمس ماديسون، وهو ممثّل فرجينيا حينئذ، مجموعة من المشرعين من الجنوب لحظر الاقتراح ومنع الخطر من القبول. دعم جيفرسون ماديسون. لكن الخطّة في الأخير اعتُمدت جزءًا من مساومة 1790، باسم قانون التمويل 1790. قضت التسوية أن الخزانة الفدرالية تتولّى كل الديون، على أن تكون العاصمة الثابتة للاتحاد الجديد في الجنوب، قرب حدود فرجينيا ماري لاند، وهو ما أصبح اليوم مقاطعة كولومبيا.

### مشكلة التولّي
شرح المؤرّخ ماكس إدلنغ كيف عمل التولي. كان مشكلة حقيقية، وكان مكان العاصمة مجرد حيلة في المفاوضات. اقترح هاملتون أن تأخذ الخزانة الفدرالية الديون التي جمعتها الولايات لتنفق على الثورة الأمريكية، وتدفعها. وتُصدر الخزانة سندات يشتريها الأغنياء، ليكون للأغنياء حصة ملموسة في نجاح الحكومة الوطنية. اقترح هاملتون أن تُدفَع السندات الجديدة من عوائد جمرك جديد على الاستيراد. وافق جفرسون أول الأمر على الخطة، ولكن ماديسون غيّر رأيه بالاحتجاج بأن تحكّم الحكومة الفدرالية بالدين يجمع كثيرًا من السلطات فيها. أشار إدلنغ أنه بعد إقرار القانون عام 1790، قُبل تولّي الديون. حاول ماديسون أن يدفع للمضاربين أقل من 100%، ولكن دُفع لهم في النهاية القيمة الاسمية لديون الدولة بصرف النظر عن قلّة الأرباح. عندما أصبح جفرسون رئيسًا استمرّ في النظام نفسه. تأسس ائتمان الولايات المتحدة تأسيسًا ثابتًا في البلد وفي الخارج، ونجح هاملتون في جمع توقيعات كثير من أصحاب السندات في حزبه الفدرالي الجديد. أتاح الائتمان لأمين خزانة جفرسون ألبرت غالاتين أن يستدين في أوروبا ليموّل شراء لويزيانا عام 1803، وكذلك أن يستدين لتمويل حرب عام 1812.
انتزعت الولايات الجنوبية تنازلًا كبيرًا من هاملتون مقابل وضع ديونهم تحت خطته المالية. فعلى سبيل المثال، في حالة فرجينيا، أُقرّت اتفاقية صفرية المجموع، تدفع فيها فرجينيا 3.4 مليون دولار للحكومة الفدرالية، وتتلقّى الرقم نفسه من التعويض الفدرالي. بعد تنقيح دين فرجينيا، ومشكلة إقامة بوتوماك، أصبح صافي الدين 13 مليون دولار. ومن نتائج تولّي الحكومة الفدرالية لديون الولايات إعطاء الحكومة المركزية قوة كبيرة بوضع أهمّ التزامات البلاد المالية في يد الحكومة المركزية بدلًا من الحكومات الولائية المتعددة. استطاعت الحكومة المركزية بذلك تجنّب منافسة الولايات في معدلات الفائدة.
بلغت ديون الحكومة الفدرالية في الأول من يناير 1791 $75,463,476.52، منها 40 مليون دولار من الديون الوطنية، و12 مليون ديون خارجية، و18.3 مليون ديون ولايات تولتها الحكومة الفدرالية، من أصل 21.5 مليون.

### من تسعينيات القرن الثامن عشر إلى 1834
لتخفيض الديون، من عام 1796 إلى 1811 حدث 14 فائضًا في الميزانية وعجزان. وحدث ارتفاع كبير في الدين نتيجة حرب 1812. في العقدين التاليين لهذه الحرب، حدث 14 فائضًا.

### دفع الدين الوطني الأمريكي
في 8 يناير 1835، دفع الرئيس أندرو جاكسون كل الدين الوطني، وهي المرة الوحيدة التي حدث فيها هذا الأمر في تاريخ الولايات المتحدة. تبع ذلك هلَع 1837.

### 1836 إلى 1910
في عام 1836، بدأ الدين مرة أخرى (كان في 1 يناير 1836 يبلغ $37,000).
وحدث ارتفاع حاد في الدين نتيجة الحرب الأهلية. كان الدين 65 مليون دولار فقط في 1860، ولكنه تجاوز المليار دولار في 1863 وبلغ 2.7 مليار دولار مع نهاية الحرب. في السنين السبع والأربعين التالية، حدث 36 فائضًا و11 عجزًا. في هذه الفترة دُفع 55% من الدين الوطني.

## الحرب العالمية الأولى والكساد الكبير
تزايد الدين مرة أخرى في الحرب العالمية الأولى (1914–1918) وبلغ 25.5 مليار دولار عند انتهائها. تقريبًا كان 17 مليارًا من الدين محصَّلًا ببيع سندات الحرية للعموم لتمويل جهود الجيش الأمريكي. تبع الحرب 11 فائضًا قللت الديون 36% مع نهاية العقد الثالث من القرن العشرين.
انتُخب وارن هاردنغ رئيسًا عام 1920، وكان مؤمنًا أن الحكومة الفدرالية يجب أن تُدار ماليًّا كما تُدار الشركات في القطاع الخاص. وكان شعار حملته عام 1920 «حكومة أقلّ في الأعمال، وأعمال أكثر في الحكومة». في عهد هاردنغ، انخفض الإنفاق الحكومي من 6.3 مليار عام 1920 إلى 5 مليارات عام 1921 ثم إلى 3.3 مليار عام 1922. وعلى مرّ العقد الثالث من القرن العشرين، في عهد كالفن كولدج، انخفض الدين الوطني ثلثًا. وكان الانخفاض ليكون أكبر لو أخذنا بعين الاعتبار نمو الناتج الإجمالي المحلي والتضخم.
كان الدين العام 15.05 مليار دولار، أي 16.5% من الناتج الإجمالي المحلي عام 1930. عندما ترأّس فرانكلن روزفلت عام 1933، كان الدين العام نحو 20 مليار دولار، أي 20% من الناتج الإجمالي المحلي. ارتفع الدين مرة أخرى عام 1936 بسبب نقص عائدات الضرائب والإنفاق على البرامج الاجتماعية في الكساد الكبير، حيث زاد الدين العام إلى 33.7 مليار دولار، تقريبًا 40% من الناتج الإجمالي المحلي. في عهده الأول، أقامت إدارة روزفلت عجزًا سنويًّا عدة مرات بين 2 و5% من الناتج الإجمالي المحلي. في عام 1939، ارتفع الدين العام إلى $39.65 مليار دولار أي 43% من الناتج الإجمالي المحلي. أدّى التصعيد والتدخل في الحرب العالمية الثانية في عهدي روزفلت وترومان إلى أكبر ارتفاع في الدين في تاريخ الولايات المتحدة. ارتفع الدين العام أكثر من 100% لدفع أجور التجنيد قبل الحرب وخلالها. كان الدين العام 251.43 مليار دولار أو 112% من الناتج الإجمالي المحلي مع انتهاء الحرب عام 1945، وأصبح 260 مليارًا في 1950.